# Observatório Poznań
O Observatório Poznań (em polonês: Obserwatorium Astronomiczne Uniwersytet im. Adama Mickiewicza w Poznaniu) é um observatório astronômico de propriedade e operado pelo Departamento de Física da Universidade Adam Mickiewicz em Poznań. Ele está localizado na cidade de Poznań, Polônia e foi fundado em 1919.
O observatório tem, entre outros equipamentos, um telescópio com lente de 20 cm e um telescópio refletor Cassegrain de 35 cm.